# خانه جندقیان
خانه جندقیان مربوط به اوایل دوره قاجار است و در آران و بیدگل، محله فخارخانه، پشت مسجد کریم واقع شده و این اثر در تاریخ ۱۶ دی ۱۳۸۷ با شمارهٔ ثبت ۲۴۴۵۸ به‌عنوان یکی از آثار ملی ایران به ثبت رسیده است.